# ألبرتو دومينغيز (لاعب كرة قدم)
ألبرتو دومينغيز (بالإسبانية: Alberto Manuel Domínguez Rivas)‏ هو لاعب كرة قدم إسباني في مركز حراسة المرمى، ولد في 11 فبراير 1988 في سانتياغو دي كومبوستيلا في إسبانيا. لعب مع بونفيرادينا وخيتافي ب وديبورتيفو فابريل ونادي ألباسيتي ونادي كوروتشو ونادي كومبوستيلا.

## وصلات خارجية
- ألبرتو دومينغيز على موقع قاعدة بيانات كرة القدم.إي يو (الإنجليزية)
- ألبرتو دومينغيز على موقع Soccerway.com (الإنجليزية)
- ألبرتو دومينغيز على موقع AS.com (الإسبانية)